# Cohomologie
Cohomologiegroepen of cohomologie-modulen zijn samen met het duale begrip homologieën het centrale studie-object van de homologische algebra. Ruw gezegd bepaalt de cohomologie de mate waarin een coketencomplex niet exact is. Zie het artikel homologie voor een andere inleidende motivering van het onderwerp.

## Achtergrond
De oudste besprekingen van cohomologie vertrekken van de vaststelling dat een gesloten differentiaalvorm niet altijd exact is; meer bepaald kan voor een gegeven gesloten differentiaalvorm {\displaystyle w} (d.w.z. {\displaystyle dw=0}) weliswaar lokaal steeds een differentiaalvorm {\displaystyle u} gevonden worden zodat {\displaystyle du=w}, maar deze voorwaarde kan niet altijd voldaan worden door eenzelfde {\displaystyle u} op het hele domein van {\displaystyle w.}
Bernhard Riemann en Henri Poincaré gingen op zoek naar de "graad van onexactheid" van gesloten differentiaalvormen en stootten op begrippen die eigen waren aan de bijzondere vorm van het domein van {\displaystyle w,} en die informeel overeenkwamen met "gaten" van verschillende dimensies in het domein.
Een voorbeeld van een gesloten vorm op {\displaystyle {\mathbb {R} }^{3}} is de 2-vorm
{\displaystyle w=x^{1}\mathrm {d} x^{1}\wedge \mathrm {d} x^{2}+x^{1}\mathrm {d} x^{1}\wedge \mathrm {d} x^{3}}
Deze differentiaalvorm is tevens exact. Hij is de uitwendige afgeleide {\displaystyle \mathrm {d} q} van de 1-vorm
{\displaystyle q=-{\tfrac {1}{2}}(x^{1})^{2}\mathrm {d} x^{2}-{\tfrac {1}{2}}(x^{1})^{2}\mathrm {d} x^{3}}
In het algemeen zijn alle gesloten vormen op {\displaystyle {\mathbb {R} }^{n}} exact, en dit heeft te maken met het feit dat {\displaystyle {\mathbb {R} }^{n}} samentrekbaar is: er zijn geen "obstructies" die beletten dat de lokale oplossingen {\displaystyle u} van de vergelijking {\displaystyle du=w} globaal aaneengeschakeld worden. We zullen zeggen dat de cohomologie van een samentrekbare ruimte in alle graden triviaal (de nulgroep) is.
Beschouw daarentegen de volgende 1-vorm op de niet-samentrekbare tweedimensionale ruimte {\displaystyle {\mathbb {R} }^{2}-\{(0,0)\}}
{\displaystyle w={\frac {-x^{2}}{(x^{1})^{2}+(x^{2})^{2}}}\mathrm {d} x^{1}+{\frac {x^{1}}{(x^{1})^{2}+(x^{2})^{2}}}\mathrm {d} x^{2}}
De ruimte {\displaystyle {\mathbb {R} }^{2}-\{(0,0)\}} is intuïtief niet samentrekbaar omdat de oorsprong er een gat in boort. De gesloten vorm {\displaystyle w} kan niet differentieerbaar uitgebreid worden tot heel {\displaystyle {\mathbb {R} }^{2}} omdat de noemers {\displaystyle {(x^{1})^{2}+(x^{2})^{2}}} een nulpunt hebben in de oorsprong.
De functie (of "0-vorm")
{\displaystyle f(x^{1},x^{2})=\arctan {\frac {x^{2}}{x^{1}}}}
voldoet aan {\displaystyle \mathrm {d} f=w,} maar ze kan niet globaal gedefinieerd worden zonder discontinuïteit, bijvoorbeeld met een "sprong" van {\displaystyle +\pi } naar {\displaystyle -\pi } op de negatieve helft van de {\displaystyle X^{1}}-as.
Technisch zal dit zich vertalen in de vaststelling dat de "eerste (de Rham-)cohomologie" {\displaystyle H^{1}} van {\displaystyle {\mathbb {R} }^{2}-\{(0,0)\}} de niet-triviale groep {\displaystyle {\mathbb {R} }} is.

## Definitie
Zij {\displaystyle R} een vaste commutatieve ring. Voor een gegeven coketencomplex van {\displaystyle R}-modulen
{\displaystyle \cdots {\stackrel {d_{n-1}}{\to }}A_{n}{\stackrel {d_{n}}{\to }}A_{n+1}{\stackrel {d_{n+1}}{\to }}A_{n+2}{\stackrel {d_{n+2}}{\to }}\cdots }
is de n-de cohomologie het factormoduul tussen de kern van een morfisme en het beeld van het vorige morfisme:
{\displaystyle H^{n}={\hbox{Ker}}\,d_{n}/{\hbox{Im}}\,d_{n-1}}
Het feit dat de kern van elk morfisme het beeld van het vorige morfisme als deelmoduul omvat, volgt uit de definitie van een coketencomplex.
Men kan ook zeggen dat de cohomologie bestaat uit de cocykels modulo de coranden.
Als de keten exact is in een moduul {\displaystyle A_{n}}, dan zijn kern en beeld op die plaats gelijk en is de n-de cohomologie het triviale moduul {0}. De cohomologie geeft dus aan, in welke mate een coketencomplex afwijkt van exactheid.
Men spreekt ook van cohomologiegroep in het geval dat alle beschouwde structuren modulen over de ring der gehele getallen, en dus abelse groepen, zijn.

## Voorbeeld
De de Rham-cohomologie van een oriënteerbare gladde variëteit wordt gevormd met het de Rham-complex, dit zijn de differentiaalvormen van orde {\displaystyle n,} verbonden door de differentiaaloperator {\displaystyle d_{n}} die {\displaystyle n}-vormen lineair afbeeldt op {\displaystyle (n+1)}-vormen. De ring {\displaystyle R} is in dit geval het lichaam {\displaystyle \mathbb {R} } der reële getallen; de modulen zijn dus reële vectorruimten, meer bepaald de reële vectorruimten der differentiaalvormen van orde {\displaystyle n} voor {\displaystyle n\in {\mathbb {N} }.}
De {\displaystyle n}-de cohomologie {\displaystyle H^{n}} is dan eveneens een reële vectorruimte; ze bestaat uit de gesloten {\displaystyle n}-vormen ({\displaystyle d_{n}w=0}) modulo de exacte {\displaystyle n}-vormen ({\displaystyle w=d_{n-1}u}) en wordt op isomorfisme na gekarakteriseerd door haar dimensie.
De nulde cohomologie {\displaystyle H^{0}} wordt gevormd door de scalaire functies waarvan de differentiaal nul is (modulo de triviale deelruimte {\displaystyle \{0\}}). Een functie met differentiaal nul moet constant zijn op iedere samenhangscomponent afzonderlijk. {\displaystyle H^{0}} is dus de {\displaystyle c}-dimensionale reële vectorruimte, waar {\displaystyle c} het aantal samenhangscomponenten is van de variëteit.
De eerste cohomologie {\displaystyle H^{1}} is het tensorproduct van {\displaystyle \mathbb {R} } met de abelianisering van de fundamentaalgroep, en meet dus het ruwweg het aantal "gaten" in de variëteit. Een enkelvoudig samenhangende variëteit, of algemener iedere variëteit met een eindige fundamentaalgroep heeft triviale eerste de Rham-cohomologie. Er bestaan andere, fijnere cohomologietheorieën (gebaseerd op andere complexen dan op complex van de Rham) die niet-triviale eindige fundamentaalgroepen wel kunnen detecteren.